# DFW R.II
Il DFW R.II era un bombardiere pesante quadrimotore biplano sviluppato dall'azienda tedesco imperiale Deutsche Flugzeugwerke GmbH nei tardi anni dieci del XX secolo.
Utilizzato dai reparti da bombardamento della Luftstreitkräfte, la componente aerea del Deutsches Heer (l'esercito imperiale tedesco), durante la prima guerra mondiale, l'R.II sostituì il più leggero DFW R.I durante tutte le fasi finali del conflitto.

## Utilizzatori
Germania
- Luftstreitkräfte